# Агамемнон (Эсхил)
«Агаме́мнон» (др.-греч. Ἀγαμέμνων) — трагедия древнегреческого драматурга Эсхила, представленная в 458 году до н. э. Это первая часть тетралогии Орестея, которая также включала трагедии «Хоэфоры» и «Эвмениды», а также утраченную сатировскую драму «Протей».

## Сюжет
Сюжет трагедии основан на греческих мифах о Троянской войне и о проклятии Пелопидов. Действие происходит в Аргосе, куда возвращается после взятия Трои царь Агамемнон. За время его отсутствия царица Клитемнестра стала любовницей Эгисфа, и теперь оба хотят отомстить Агамемнону: Клитемнестра — за принесённую в жертву богам дочь Ифигению, Эгисф — за отца и братьев. Царь въезжает в город на колеснице в сопровождении пленницы Кассандры. Его встречают со всем почестями и провожают во дворец, а Кассандра остаётся сидеть в колеснице, оплакивая свою судьбу. Клитемнестра заставляет и её войти в дом. После этого царица убивает обоих секирой.
«Агамемнон» стал первой частью трилогии «Орестея». Во второй части, «Хоэфоры», сын Агамемнона Орест мстит за него Клитемнестре, в третьей, «Эвмениды», афинский ареопаг оправдывает его матереубийство.
Существует гипотеза о том, что «Агамемнон» существенно повлиял на первую трагедию Еврипида, «Пелиады»: в обоих случаях действие начинается с известия о возвращении домой одного из героев, полученного благодаря системе сигнальных огней.